# 石川県道140号上木中町線
石川県道140号上木中町線（いしかわけんどう140ごう うわぎなかまちせん）とは、石川県加賀市内を通る一般県道（石川県道）である。

## 概要
- 起点：石川県加賀市大聖寺上木町稲干場40番地先（＝上木町交差点、石川県道296号三木塩屋線交点）
- 終点：石川県加賀市大聖寺中町47番1地先（＝中町交差点、国道305号・国道365号・石川県道5号福井加賀線重複）

起点より概ね大聖寺川に沿って北東へ進む。北陸自動車道のガードをくぐると、鴨池口交差点でラムサール条約の登録湿地である片野鴨池へ至る石川県道143号深田片野下福田線と交わる。朝日町交差点で右折し、石川県道19号橋立港線と重複。大聖寺川に架かる錦城大橋を渡り、大聖寺地区の中心地に入る。JR大聖寺駅や加賀市役所に程近い大聖寺南町交差点で右折し、国道305号と重複（国道365号や石川県道5号福井加賀線とも重複）し、終点に至る。
全区間両側2車線（片側1車線）の道路である。上木町交差点から朝日町交差点の区間は大聖寺川に沿って水田が広がり、農繁期には農業に従事する人や耕運機などが見られる。また、大聖寺地区の中心部を通らずに石川県道20号小松加賀線や石川県道19号橋立港線を経て、小松空港や片山津温泉と、塩屋地区や吉崎御坊、芦原温泉のある福井県あわら市や坂井市方面とを結ぶコースであり、観光バスの往来もよく見られる

## 歴史
- 1960年（昭和35年）10月15日：路線認定。

## 接続道路
- 石川県道296号三木塩屋線（加賀市大聖寺上木町・上木町交差点：起点）
- 石川県道143号深田片野下福田線（同市大聖寺下福田町・鴨池口交差点）
- 石川県道19号橋立港線（同市大聖寺岡町・朝日町交差点）
- 加賀広域農道（同市大聖寺岡町・岡町交差点）
- 国道305号、国道365号、石川県道5号福井加賀線、石川県道118号大聖寺停車場線（同市大聖寺南町・大聖寺南町交差点）
- 国道305号、国道365号、石川県道5号福井加賀線（同市大聖寺中町・中町交差点：終点）

## 重複区間
- 国道305号、国道365号、石川県道5号福井加賀線（加賀市大聖寺南町・大聖寺南町交差点 - 同市大聖寺中町・中町交差点）

## 通過する自治体
- 石川県
  - 加賀市